# MÁV M30 sorozat
A MÁV M30 sorozat  a MÁV részére Németországból szállított, C tengelyelrendezésű, nem villamosított pályákra szánt közepes terhelhetőségű dízel-mechanikus erőátvitelű dízelmozdony-sorozat.

## Története
1950-ben gyártották, majd egy darabot hoztak Magyarországra. A mozdonyt a Diósgyőri Vasmű vasútüzemének államosításakor, 1951. április 1-jén vette állagba a MÁV. 1952. április 1-jén átszámozták M322, 4001 pályaszámra. 1957. augusztus 1-jén szintén átszámozták. Ekkor az M30, 2001 pályaszámot kapta. 1960 májusában selejtezték. A mozdony a Miskolci Fűtőházhoz tartozott, később a gépet Budapestre szállították. Itt a Keleti Fűtőházhoz lett állomásítva.